# 吴铎
吴铎（1917年—），男，江苏武进人，中华人民共和国政治人物，曾任吉林省革命委员会秘书长，吉林省人大常委会副主任。